# Här är mitt liv
Här är mitt liv (eng. This Is My Life) är en amerikansk film från 1992 och regidebuten av manusförfattaren Nora Ephron. Filmen skrevs av Ephron och hennes syster, Delia Ephron. Filmen baserades på novellen This Is Your Life av Meg Wolitzer. Den handlar om Dottie Ingles (Julie Kavner) som drömmer om att bli ståuppkomiker.

## Rollista
| Julie Kavner    | – Dottie Ingels  |
| Samantha Mathis | – Erica Ingels   |
| Gaby Hoffmann   | – Opal Ingels    |
| Carrie Fisher   | – Claudia Curtis |
| Dan Aykroyd     | – Arnold Moss    |
| Bob Nelson      | – Ed             |
| Marita Geraghty | – Mia Jablon     |
| Welker White    | – Lynn           |
| Caroline Aaron  | – Martha Ingels  |
| Kathy Najimy    | – Angela         |
| Danny Zorn      | – Jordan Strang  |
| Renée Lippin    | – Arlene         |
| Joy Behar       | – Ruby           |
| Estelle Harris  | – Aunt Harriet   |
| Sidney Armus    | – Morris Chesler |